# Твентеранд
Твентеранд (нидерл.  Twenterand) — община в провинции Оверэйссел (Нидерланды).

## Состав
Община состоит из следующих деревень (в скобках указано население на 2019 год):
- Ден-Хам (5 880)
- Гердейк (585)
- Вризенвен (13 895)
- Вромсхоп (8 730)
- Вестерхар-Вризенвенсевейк (4 715)

## География
Территория общины занимает 108,14 км². На 1 августа 2020 года в общине проживало 33 729 человек.